# Azana chaseni
Azana chaseni är en tvåvingeart som först beskrevs av Edwards 1933.  Azana chaseni ingår i släktet Azana och familjen svampmyggor. Inga underarter finns listade i Catalogue of Life.